# Émile Alphonse Faure
Camille Alphonse Faure projetou a bateria recarregável moderna em 1881. Sua inovação envolveu revestir os ânodos de ligação do molde com uma pasta do óxido da ligação e do ácido sulfúrico. O projeto de "Faure" melhorou a condutividade, a durabilidade, e a manufatura. A bateria de "Faure" foi a primeira bateria ácida a ser manufaturada em uma grande escala. A bateria era forte o bastante para dar a partida a um automóvel.